# Danko
Danko (Red Heat) è un film del 1988 diretto da Walter Hill.

## Trama
Russia. Il capitano della milizia sovietica Ivan Danko cerca di catturare il feroce criminale georgiano Viktor "Rosta" Rostavili. L'ufficiale gli uccide il fratello e Viktor gli ammazza il collega, fuggendo poi negli Stati Uniti.
Il criminale viene arrestato dalla polizia di Chicago e il capitano Danko viene inviato dal Cremlino per procedere all'estradizione. Scortato dai colleghi statunitensi Art Ridzik e Tom Gallagher, al momento della partenza, i complici di Viktor riescono a farlo evadere, e nella sparatoria che segue rimane ucciso Gallagher. Sono le "Teste Lustre", un gruppo criminale che traffica droga, i cui membri per segno di distinzione usano radersi la testa. Viktor ha però perduto un'importante chiave, che Danko riesce a recuperare.
Subito dopo essersi rimesso, Danko e Ridzik si mettono sulle tracce del georgiano. Incontrano Abdul Elijah, criminale cieco che dal carcere dirige il crimine organizzato della città. Essendo il capo della banda alleata di Viktor, organizza loro un incontro con quest'ultimo. Seguendo Catherine (moglie di Viktor solo per la cittadinanza) rintracciano il criminale, ma non riescono a catturarlo.
In un raid nell'albergo di Danko, Viktor recupera la chiave, e successivamente il capitano e Ridzik arrivano troppo tardi nell'ospedale dove riposa uno dei balordi che avevano partecipato alla fuga di Viktor. Travestito da infermiera, uno scagnozzo di Viktor infatti elimina il complice ferito, per timore che possa far confidenze alla polizia su una grossa partita di droga in arrivo. Danko trova sul posto Catherine, ma la lascia fuggire.
L'ultimo indizio rimasto ai due è la sigla sulla chiave, che scoprono essere di un armadietto di una stazione degli autobus, contenente il denaro per l'affare di Viktor con le Teste Lustre. Giunti sul luogo, i due agenti riescono a rintracciare Viktor e, dopo un inseguimento in autobus tra le strade della città, Danko ucciderà il criminale. Ritornerà a Mosca augurando buona fortuna al suo collega Ridzik, dopo essersi scambiati l'orologio da polso in segno d'amicizia.

## Produzione
Quella di Danko è stata la prima troupe statunitense autorizzata a fare riprese a Mosca, sulla Piazza Rossa, dal periodo della Perestrojka.
Come indicazione per il suo ruolo, il regista Walter Hill consigliò a Arnold Schwarzenegger di osservare l'interpretazione di Greta Garbo in Ninotchka. In più, giudicando Arnold Schwarzenegger troppo muscoloso, Walter Hill gli consigliò di perdere oltre quattro chili mentre a James Belushi chiese di guadagnarne dieci.
La pellicola è dedicata alla memoria di Bennie E. Dobbins, morto di infarto durante le riprese del combattimento sulla neve.
La scena dei bus viene utilizzata nel film They Crawl del 2001.
L'arma usata da Danko è una Podbyrin 9.2 mm: in realtà è un modello inesistente, creato modificando una Desert Eagle 357 Magnum.
Il film è uscito negli Stati Uniti il 17 giugno 1988.

## Videogioco
I diritti del film di Walter Hill vennero utilizzati nel 1989 dalla software house Special FX per sviluppare il videogioco Red Heat, di genere picchiaduro a scorrimento, pubblicato dalla Ocean per Commodore 64, Amiga e altri computer; trattasi di un raro caso di picchiaduro a scorrimento orizzontale con visuale dei personaggi a mezza figura.